# Grigorij Romodanowski
Grigorij Grigoriewicz Romodanowski (zm. 15 maja?/25 maja 1682) – kniaź, rosyjski działacz państwowy i wojskowy, bojar od 1665.
Od 1653 w składzie poselstwa Wasilija Buturlina. Uczestniczył w radzie perejasławskiej 1654. W latach 1654 – 1656 uczestniczył w wojnie polsko-rosyjskiej jako jeden z wojewodów armii rosyjskiej. Kierował z ramienia rządu rosyjskiego okręgiem biełgorodskim. Odegrał znaczącą rolę w organizacji przygotowań wojennych na południowych granicach Rosji. Później kierował okręgami : Sijewskim i Nowogrodskim. Uczestniczył aktywnie w wyborze hetmanów ukrainnych, przedstawiając wygodnych dla Rosji kandydatów (Brzuchowiecki, Mnohohriszny, Samojłowycz). Dowodził wojskami w czasie kampanii czehryńskiej 1677 – 1678. Potem pełnił służbę na dworze cara.
Zamordowany w czasie powstania strzelców w Moskwie.